# Wet van de toereikende grond

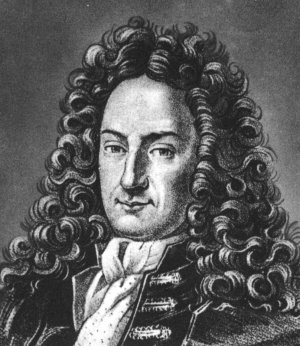
Gottfried Leibniz

De wet van de toereikende grond zegt dat voor alle dingen in de wereld een oorzaak (of grond) is aan te voeren. Niets gebeurt zomaar en alles is dus in beginsel verklaarbaar. 
Leibniz formuleerde het als volgt: "Alle handelingen zijn gedetermineerd en in geen geval toevallig, omdat er altijd een reden te vinden is die, ook al dwingt zij ons niet, ons aanzet om zó en niet anders te handelen". 
Arthur Schopenhauer sprak van het verschil tussen "ik kan doen wat ik wil" en "ik kan willen wat ik wil", waarbij het eerste wel mogelijk is en het tweede niet. Verder analyseert hij het principe van de verklaring, op basis van de toereikende grond, die hij definieert als: "Niets is zonder reden". 
De wet van de toereikende grond wordt doorgaans gerekend tot het determinisme en ontkent dan het bestaan van een vrije wil.